# Václav Draxl
Václav Draxl (16. ledna 1874 [chybně uváděno 1879] Cukmantl u Teplic – 3. listopadu 1939 Praha) ,byl československý politik a meziválečný poslanec Národního shromáždění za Československou socialistickou stranu a poté za levicovou formaci Neodvislá socialistická strana dělnická respektive Socialistické sjednocení. Později byl aktivní v Československé sociálně demokratické straně dělnické.

## Biografie
Stejně jako jeho otec pracoval coby horník. Začal se angažovat v hornických spolcích a ve věku 24 let byl vyslán na říšský hornický sjezd. Původně byl členem sociálně demokratického hnutí. Byl aktivní i při stávkovém hnutí v roce 1900. Organizoval hnutí bezvěrců (ateistů). Od roku 1904 pracoval v zahraničí (Německo, Francie, Belgie). Po třech letech se vrací do severních Čech a pobýval v Chabařovicích. Od roku 1909 byl šéfredaktorem Hornických listů. Už koncem 19. století patřil mezi přední anarchistické aktivisty z okruhu horníků v severních Čechách. Za první světové války byl zatčen a za velezradu odsouzen k dvaceti letům těžkého žaláře. Po amnestii v roce 1917 začal znovu politicky působit. Měl spojení na český protirakouský odboj (Maffie).
Po vzniku Československa se stal členem předsednictva ústředního Národního výboru menšinového pro severní Čechy v Duchcově. Začal také znovu vydávat Hornické listy organizovat horníky. V roce 1919 tvořil v rámci anarchokomunistického hnutí skupinu aktivistů (jako například Bohuslav Vrbenský), kteří spojili síly s Československou socialistickou stranu, byť v jejím rámci tvořili levicové křídlo a byli kritičtí k některým jejím rysům. Podílel se tvorbě stranického programu. V parlamentních volbách v roce 1920 získal poslanecké křeslo v Národním shromáždění za Československou stranu socialistickou. Podle údajů k roku 1920 byl profesí bývalým horníkem a redaktorem v Duchcově.
Rozkol s jeho mateřskou stranou nastal v březnu 1923, kdy Draxl a několik dalších poslanců za Československou stranu socialistickou hlasovali proti vládnímu návrhu zákona na ochranu republiky. Následovalo jejich vyloučení ze strany. V březnu 1923 proto Draxl vystoupil z poslaneckého klubu své strany a přešel do klubu strany Socialistické sjednocení. Rozhodnutím volebního soudu byl pak v červnu 1923 zbaven mandátu. Do sněmovny místo něj nastoupil František Ježek. Poté, co velká část členů Socialistického sjednocení později vstoupila do KSČ, Draxl zvolil vstup do Československé sociálně demokratické strany dělnické. Výrazněji už se ale v politice neangažoval. Byl správcem dětské ozdravovny a domova hornických provizionistů v Horním Litvínově.